# Jade Tree Records
Jade Tree International, Inc. is een Amerikaans onafhankelijk platenlabel uit Wilmington, Delaware opgericht door Darren Walters en Tim Owen in 1990. Het label richt zich vooral op hardcore punk en punkrock.

## Geschiedenis
Owen ontmoette Walters op een punkshow in Washington D.C. in 1987. Op dat moment had Walters al een plaat uitgebracht op zijn eigen label, genaamd Hi-Impact Records. Owen en zijn vriend Carl Hedgepath besloten om het label Axtion Packed Records op te richten. Beide labels richtte zich op straight edge hardcore.
In 1990, nadat Owen afgestudeerd was aan de universiteit, wilde hij een nieuw label met een grotere muzikale diversiteit starten. Hij merkte dat Walters beter was met de zakelijke kant van het beheren van een label en vroeg hem mede-eigenaar te worden.
Het nieuwe label begon rond deze tijd met het uitgeven van veel post-hardcore en noiserock. Jade Tree Records begon zich ook met emo, punk, en experimentele muziek bezig te houden. Rond 1995 had Jade Tree een redelijk stabiel aantal artiesten en bands bij het label spelen. Kurt Sayenga ontwierp de meeste artwork voor de uitgaves van het label. 
In 1996 begon de verkoop te stijgen nadat het album 30° Everywhere van The Promise Ring werd uitgegeven. Het bleef groeien door het uitgeven van albums van meer bekende bands, zoals Lifetime en Jets to Brazil. Het label gebruikt de grafische ontwerpers Jason Gnewikow en Jeremy Dean voor het artwork van veel albums.
In de jaren 1997-2008 begon het label zich met bekendere bands te associëren, waaronder Joan of Arc, Alkaline Trio, en Pedro the Lion.
Toen de belangrijkste distributeur van het label, Touch and Go Records, een stuk kleiner werd in 2009, verminderde de verkoop van Jade Tree Records ook. Dit heeft geleid tot een vermindering van albums die worden uitgegeven via het label.
Het label maakte zijn hele discografie beschikbaar als een digitale download en voor streaming op Bandcamp in juni 2014. 

## Bands
- Alkaline Trio
- Avail
- The Blood Brothers
- Breather Resist
- Cap'n Jazz
- Cex
- Cloak/Dagger
- Cub Country
- Damnation AD
- Dark Blue
- Denali
- Despistado
- Dogs on Acid
- Edsel
- Eggs
- Eidolon
- Ester Drang
- Euphone
- The Explosion
- Four Walls Falling
- From Ashes Rise

- Fucked Up
- Girls Against Boys
- Gravel
- Jets to Brazil
- Joan of Arc
- Jones Very
- Juno
- Kid Dynamite
- Leslie
- Lifetime
- Lords
- Leather
- The Loved Ones
- Micah P. Hinson
- Mighty Flashlight
- Milemarker
- New End Original
- New Mexican Disaster Squad
- The New Old Hopes
- Onelinedrawing
- Owls

- Paint It Black
- Panda & Angel
- Pedro the Lion
- Pitchblende
- The Promise Ring
- Railhed
- Snowden
- Spraynard
- State of the Nation
- Statistics
- Strike Anywhere
- Sweetbelly Freakdown
- Swiz
- Texas Is The Reason
- These Arms Are Snakes
- Trial By Fire
- Turing Machine
- Turning Point
- Universal Order of Armageddon
- Walleye
- Young Widows